# Llerena
Llerena és un municipi d'Espanya pertanyent a la província de Badajoz, a la comunitat autònoma d'Extremadura.

## Personatges il·lustres
- Luis Zapata de Cárdenas (1515-1590), arquebisbe de Bogotà.
- Miguel Sánchez de Llerena (1518-1601), fundador amb Gonzalo Jimenez de Bogotà i Tunja, a Colòmbia.
- Pedro Cieza de León (1520-1554), cronista d'Índies. Va portar la patata a Europa.
- Luis Zapata (1526-1595), escriptor i cortesà de Felip II. Autor de l'obra Miscelánea.
- García López de Cárdenas (segle xvi), descobridor del Gran Canyó del Colorado.
- Lorenzo Suárez de Figueroa (1530-1595), governador de Santa Cruz de la Sierra (Bolívia).
- Juan de Zurbarán (1620-1649), pintor. Fill de Francisco de Zurbarán,
- José de Hermosilla (?–1776), arquitecte i urbanista.